# Percy Alden

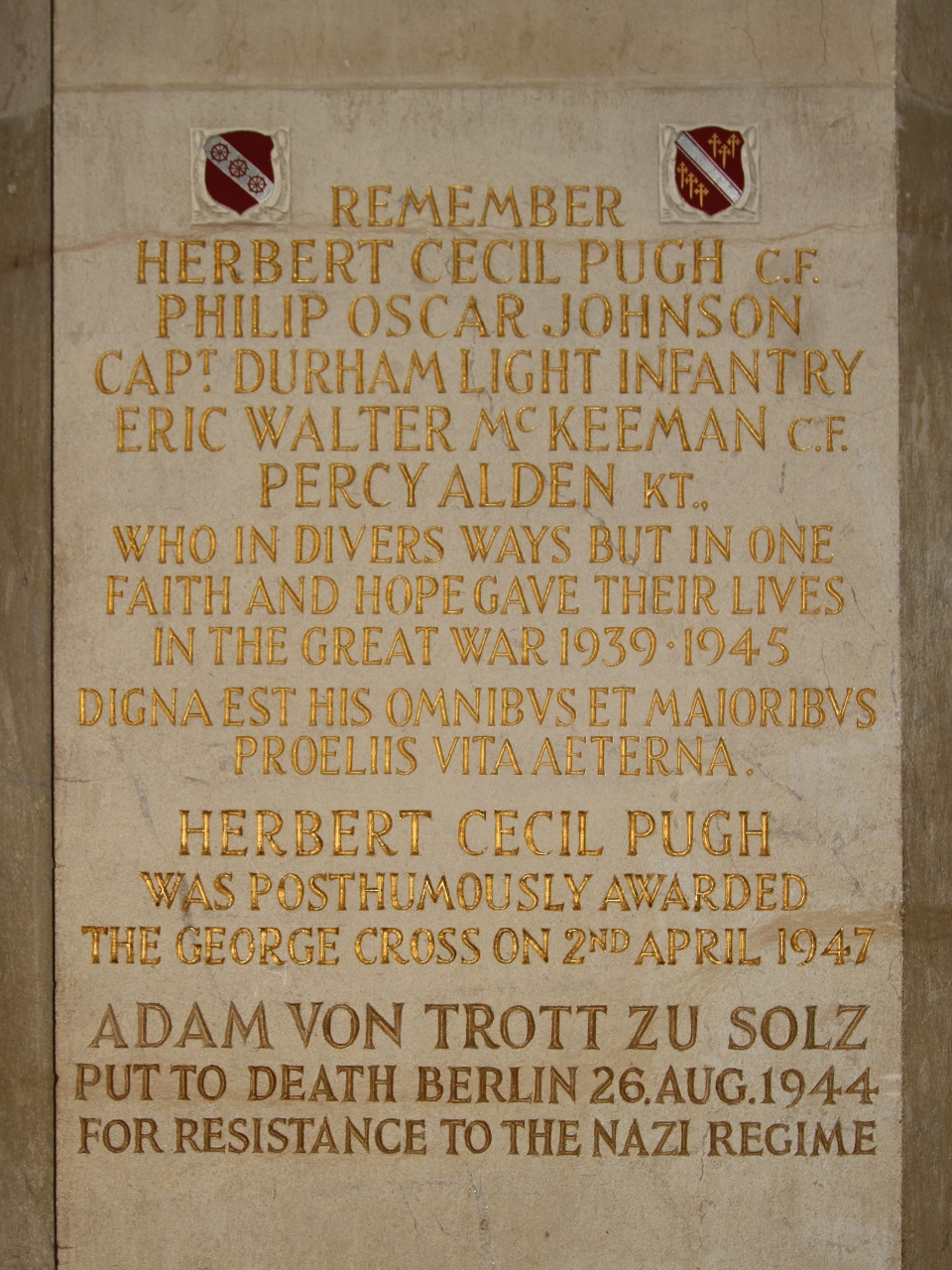
Tablica pamiątkowa na Mansfield College w Oksfordzie

Percy Alden (ur. 6 czerwca 1865 w Oksfordzie, zm. 30 czerwca 1944 w Londynie) – brytyjski reformator społeczny, pracownik socjalny i polityk liberalny.

## Życiorys
Był trzecim synem Isaaca Aldena, mistrza rzeźnickiego, i Harriet z domu Kemp. W wieku 15 lat, pracując jako posłaniec w lokalnej komisji egzaminacyjnej, poznał filozofa Thomasa Hilla Greena, który zachęcił go do wstąpienia na Uniwersytet w Oksfordzie. W 1884 został przyjęty do Balliol College, który ukończył w 1886. Następnie rozpoczął studia w Mansfield House w Oksfordzie i w tym okresie zaangażował się w pracę społeczną na rzecz społeczności lokalnej.
Od 1892 do 1901 był członkiem rady miejskiej West Ham, pełniąc tam funkcję zastępcy burmistrza w 1898. Był zwolennikiem, ale nie członkiem, grupy Niezależnej Partii Pracy (Independent Labour Party), która kontrolowała radę miejską. West Ham był jednym z najbardziej zaniedbanych obszarów w Londynie, gdzie występowało szczególnie wysokie bezrobocie. Był w tym okresie inicjatorem petycji rady gminy do parlamentu, domagając się działań rządowych w sprawie poprawy losu mieszkańców.
W 1902 został sekretarzem Krajowego Komitetu Bezrobotnych, a w 1903 dołączył do Tęczowego Kręgu (grupy dyskusyjnej liberałów i socjalistów). W następnym roku znalazł się w gronie osób, które tworzyły British Institute of Social Service. W wyborach powszechnych w 1906 został wybrany na liberalnego posła z Tottenham, a potem ponownie w styczniu i grudniu 1910. Jego sprzeciw wobec poboru w 1916 oraz poparcie dla osób odmawiających służby wojskowej doprowadziły do konfliktu z niektórymi innymi politykami z Partii Liberalnej. Kiedy partia podzieliła się na dwie frakcje w 1918 pozostał w części anty-koalicyjnych liberałów kierowanych przez Herberta Henryego Asquitha W 1918 został pokonany w wyborach, startując ponownie z Tottenham, przez konserwatystę koalicyjnego.
W kwietniu 1919 wstąpił do Partii Pracy, ale nie uzyskał poparcia jako kandydat partii z Luton w wyborach powszechnych w 1922. Kolejne wybory powszechne odbyły się w 1923 – został wówczas wybrany na posła Partii Pracy z Południowego Tottenham. Jednak powrót do parlamentu był krótki, ponieważ stracił miejsce, gdy w 1924 odbyły się kolejne wybory.
Alden rozczarował się Partią Pracy, gdy rząd kierowany przez Ramsaya MacDonalda zakończył swą misję niepowodzeniem. Wrócił w związku z tym w 1927 do liberałów przyciągnięty ich polityką łagodzenia bezrobocia. Nie wrócił już do aktywnej polityki, poświęcając się w dużej mierze pracy charytatywnej. Był przewodniczącym funduszu Save the Children, zarządzał funduszami edukacyjnymi dla osób upośledzonych i pracował z grupami na rzecz uchodźców. W 1933 otrzymał szlachectwo.
Publikował książki na temat reform społecznych (np. The Unemployed – A Social Question, czy The Unemployable and Democratic England). Wspierał ruchy mające na celu osiedlanie się ludności poza miastami i tworzenie kolonii rolniczych dla szkolenia osób bezrobotnych.
Zginął podczas II wojny światowej, gdy niemiecka rakieta V-1 eksplodowała na Tottenham Court Road, rankiem 30 czerwca 1944, zabijając też wielu innych ludzi.

## Rodzina
Ożenił się z dr Margaret Pearse, (lekarką-rezydentką Szpitala Misji Medycznej w Canning Town) w 1899. Małżeństwo miało trzy córki.